# Hüll János
Hüll János (szlovénül Janoš Hüll; Pecsaróc, 1714. május 24. k. – Felsőpetróc, 1781. február 15.) a tótsági kerület esperese, a szlovéniai Péterhegy (ma Gornji Petrovci) papja, vasvári-szombathelyi káptalan, valamint kanonok.

## Élete
A Felsőlendva és Muraszombat között levő Szentsebestyén községben született (ma Pečarovci), ahol jóval halála után Szent Sebestyén tiszteletére épült 1796-ban római katolikus kegyhely.
Teológiát Győrben tanult az ottani szemináriumban és 1738-ban pappá szentelték. Pályafutását máris papként kezdte Péterhegyen, közel a mostani magyar határhoz, ahol egész életét töltötte. Szily János szombathelyi megyés püspök őt nevezte ki a Tótság élére, melyet esperességbe szerveztek, mivel a lakossága vendül beszélő szlovén nemzetiségűekből tevődött össze. Küzmics Miklós előtt ő viselte ezt a tisztséget, s kinevezése nem volt véletlen, mivel szlovén nemzetiségű volt ő is, így értette az emberek nyelvét és misézhetett is. Káptalani, illetve kanonoki rangot is kapott a megyében, s valószínűleg nagy megbecsülés övezte nevét.
Adatokat a péterhegyi 1778. szeptember 3–4-i vizitáció ad.

## Külső hivatkozás
- Vasi digitális könyvtár – Vasi Egyházmegye